# 南湖的船，党的摇篮
南湖的船，党的摇篮，张士燮、乔羽作词，时乐濛作曲的一首红色歌曲，是为1984年舞台艺术片《中国革命之歌》创作的歌曲。在《中国革命之歌》中，该曲为女声独唱，演唱者是贾堂霞。

## 创作背景
1984年是中华人民共和国建国35周年，由来自首都北京、其他省市自治区，以及中国人民解放军的68个单位的1300多名创作人员、演员和工作人员，共同参与创作演出了大型音乐舞蹈史诗《中国革命之歌》。包括《南湖的船，党的摇篮》在内的多首歌曲便是这些艺术工作者专门为该艺术片创作的。

## 歌曲背景
歌曲中讲述的是中国共产党第一次全国代表大会在浙江嘉兴南湖顺利闭幕的历史。